# Polen op de Olympische Winterspelen 1994
Tijdens de Olympische Winterspelen van 1994, die in Lillehammer (Noorwegen) werden gehouden, nam Polen voor de zeventiende keer deel.

## Deelnemers en resultaten
(m) = mannen, (v) = vrouwen 

### Alpineskiën
| Olympiër          | Discipline     | Resultaat | Prestatie                                                        |
| ----------------- | -------------- | --------- | ---------------------------------------------------------------- |
| Marcin Szafrański | afdaling (m)   | 46e       | 1.52,59 (+6,84)                                                  |
| Marcin Szafrański | super g (m)    | 42e       | 1.38,54 (+6,01)                                                  |
| Marcin Szafrański | slalom (m)     | dnf-1     | opgave run 1                                                     |
| Marcin Szafrański | combinatie (m) | 27e       | 3.31,27 (+13,74) afdaling: 1.43,82 slalom: 1.47,45 (54,95+52,50) |

### Biatlon
| Olympiër                                                      | Discipline             | Resultaat | Prestatie |
| ------------------------------------------------------------- | ---------------------- | --------- | --- |
| Tomasz Sikora                                                 | 10 km (m)              | 32e       | 31.02,6 (+2.55,6) pen.: 3 (2 + 1)                                                                                            |
| Krzysztof Topór                                               | 10 km (m)              | 61e       | 32.37,7 (+4.30,7) pen.: 5 (4 + 1)                                                                                            |
| Jan Wojtas                                                    | 20 km (m)              | 67e       | 1:08.10,5 (+11.45,2) pen.: 7 (3 + 2 + 1 + 1)                                                                                 |
| Jan Ziemianin                                                 | 10 km (m)              | 27e       | 30.44,2 (+2.37,2) pen.: 2 (1 + 1)                                                                                            |
| Jan Ziemianin                                                 | 20 km (m)              | 39e       | 1:02.00,6 (+5.35,3) pen.: 4 (0 + 2 + 0 + 2)                                                                                  |
| Wiesław Ziemianin                                             | 20 km (m)              | 63e       | 1:05.48,8 (+8.23,5) pen.: 6 (2 + 1 + 2 + 1)                                                                                  |
| Team Tomasz Sikora Jan Ziemianin Wiesław Ziemianin Jan Wojtas | 4x7,5 km estafette (m) | 8e        | 1:33.49,3 (+3.27,2) pen.: 0 23.11,6 pen.: 0 (0 + 0) 23.45,2 pen.: 0 (0 + 0) 23.39,0 pen.: 0 (0 + 0) 23.13,5 pen.: 0 (0 + 0)  |
|                                                               |                        |           | |
| Zofia Kiełpińska                                              | 7,5 km (v)             | 68e       | 31.11,1 (+5.02,3) pen.: 7 (4 + 3)                                                                                            |
| Helena Mikołajczyk                                            | 15 km (v)              | 52e       | 59.44,8 (+7.38,2) pen.: 7 (3 + 1 + 0 + 3)                                                                                    |
| Halina Pitoń                                                  | 7,5 km (v)             | 57e       | 29.39,2 (+3.30,4) pen.: 4 (2 + 2)                                                                                            |
| Halina Pitoń                                                  | 15 km (v)              | 57e       | 1:00.18,2 (+8.11,6) pen.: 7 (2 + 2 + 2 + 1)                                                                                  |
| Anna Stera                                                    | 7,5 km (v)             | 62e       | 30.04,5 (+3.55,7) pen.: 3 (2 + 1)                                                                                            |
| Agata Suszka                                                  | 15 km (v)              | 45e       | 59.13,2 (+7.06,6) pen.: 4 (2 + 0 + 2 + 0)                                                                                    |
| Team Anna Stera Helena Mikołajczyk Agata Suszka Halina Pitoń  | 4x7,5 km estafette (v) | 11e       | 1:59.18,1 (+11.58,6) pen.: 4 30.03,6 pen.: 0 (0 + 0) 30.01,9 pen.: 2 (0 + 2) 29.17,9 pen.: 0 (0 + 0) 29.54,7 pen.: 2 (2 + 0) |

### Kunstrijden
| Olympiër                           | Discipline | Resultaat | Prestatie                                                 |
| ---------------------------------- | ---------- | --------- | --------------------------------------------------------- |
| Anna Rechnio                       | vrouwen    | 10e       | 16,5 p. (korte kür: 9 - lange kür: 12)                    |
| Agnieszka Domańska Marcin Głowacki | ijsdansen  | 17e       | 35,0 p. (verpl.1: 18 - verpl.2: 18 - org.: 18 - vrij: 17) |

### Langlaufen
| Olympiër                                                                   | Discipline                   | Resultaat | Prestatie                                            |
| -------------------------------------------------------------------------- | ---------------------------- | --------- | ---------------------------------------------------- |
| Bernadetta Bocek                                                           | 5 km klassiek (v)            | 31e       | 15.47,1 (+1.38,3)                                    |
| Bernadetta Bocek                                                           | 15 km vrije stijl (v)        | 18e       | 44.12,8 (+4.28,3)                                    |
| Bernadetta Bocek                                                           | 30 km klassiek (v)           | 34e       | 1:34.28,6 (+8.47,0)                                  |
| Bernadetta Bocek                                                           | achtervolging 5 km+10 km (v) | 22e       | +3.20,1 (5 km:15.47 + 10 km:29.11,2)                 |
| Dorota Kwaśny                                                              | 5 km klassiek (v)            | 38e       | 16.04,3 (+1.55,5)                                    |
| Dorota Kwaśny                                                              | 15 km vrije stijl (v)        | 22e       | 44.43,1 (+4.58,6)                                    |
| Dorota Kwaśny                                                              | 30 km klassiek (v)           | dnf       | opgave                                               |
| Dorota Kwaśny                                                              | achtervolging 5 km+10 km (v) | 28e       | +4.23,5 (5 km:16.04 + 10 km:29.57,6)                 |
| Mićhalina Maciuszek                                                        | 15 km vrije stijl (v)        | 40e       | 46.43,0 (+6.58,5)                                    |
| Mićhalina Maciuszek                                                        | 30 km klassiek (v)           | 31e       | 1:33.34,2 (+7.52,6)                                  |
| Halina Nowak                                                               | 5 km klassiek (v)            | 58e       | 16.46,1 (+2.37,3)                                    |
| Halina Nowak                                                               | 15 km vrije stijl (v)        | 25e       | 45.02,2 (+5.17,7)                                    |
| Halina Nowak                                                               | achtervolging 5 km+10 km (v) | dns       | niet gestart 10 km (5 km:16.46 + 10 km:niet gestart) |
| Małgorzata Ruchała                                                         | 5 km klassiek (v)            | 15e       | 15.07,5 (+58,7)                                      |
| Małgorzata Ruchała                                                         | 30 km klassiek (v)           | 16e       | 1:30.45,8 (+5.04,2)                                  |
| Małgorzata Ruchała                                                         | achtervolging 5 km+10 km (v) | 14e       | +2.19,6 (5 km:15.07 + 10 km:28.50,7)                 |
| Team Mićhalina Maciuszek Małgorzata Ruchała Dorota Kwaśny Bernadetta Bocek | 4x5 km estafette (v)         | 8e        | 1:01.13,2 (+4.00,7) 16.15,9 15.50,5 14.49,6 14.17,2  |

### Noordse combinatie
| Olympiër           | Discipline      | Resultaat | Prestatie                                  |
| ------------------ | --------------- | --------- | ------------------------------------------ |
| Stanisław Ustupski | individueel (m) | 21e       | +6.58,9 — schans: 200,0 p — 15 km: 40.53,8 |

### Rodelen
| Olympiër                          | Discipline | Resultaat | Prestatie                           |
| --------------------------------- | ---------- | --------- | ----------------------------------- |
| Leszek Szarejko Adrian Przechewka | dubbel     | 16e       | 1.38,904 (+2,184) (49,104 / 49,800) |

### Schaatsen
| Olympiër         | Discipline   | Resultaat | Prestatie         |
| ---------------- | ------------ | --------- | ----------------- |
| Paweł Jaroszek   | 1500 m (m)   | 11e       | 1.54,49 (+3,20)   |
| Jaromir Radke    | 5000 m (m)   | 7e        | 6.50,40 (+15,44)  |
| Jaromir Radke    | 10.000 m (m) | 5e        | 14.03,84 (+33,29) |
| Artur Szafrański | 1500 m (m)   | dnf       | opgave            |
| Paweł Zygmunt    | 1500 m (m)   | 40e       | 2.05,21 (+13,92)  |
| Paweł Zygmunt    | 5000 m (m)   | 18e       | 6.58,91 (+23,95)  |
|                  |              |           |                   |
| Ewa Wasilewska   | 1500 m (v)   | 18e       | 2.07,44 (+5,25)   |
| Ewa Wasilewska   | 3000 m (v)   | 16e       | 4.28,86 (+11,43)  |

### Schansspringen
| Olympiër         | Discipline                     | Resultaat | Prestatie                                          |
| ---------------- | ------------------------------ | --------- | -------------------------------------------------- |
| Wojciech Skupień | normale schans individueel (m) | 29e       | 206,5 punten 100,5 p. (84,5 m) + 106,0 p. (86,5 m) |
| Wojciech Skupień | grote schans individueel (m)   | 31e       | 141,6 punten 65,1 p. (94,5 m) + 76,5 p. (100,0 m)  |

Amerikaanse Maagdeneilanden · Amerikaans-Samoa · Andorra · Argentinië · Armenië · Australië · België · Bermuda · Bosnië en Herzegovina · Brazilië · Bulgarije · Canada · Chili · China · Chinees Taipei · Cyprus · Denemarken · Duitsland · Estland · Fiji · Finland · Frankrijk · Georgië · Griekenland · Groot-Brittannië · Hongarije · IJsland · Israël · Italië · Jamaica · Japan · Kazachstan · Kirgizië · Kroatië · Letland · Liechtenstein · Litouwen · Luxemburg · Mexico · Moldavië · Monaco · Mongolië · Nederland · Nieuw-Zeeland · Noorwegen · Oekraïne · Oezbekistan · Oostenrijk · Polen · Portugal · Puerto Rico · Roemenië · Rusland · San Marino · Senegal · Slovenië · Slowakije · Spanje · Trinidad en Tobago · Tsjechië · Turkije · Verenigde Staten · Wit-Rusland · Zuid-Afrika · Zuid-Korea · Zweden · Zwitserland